# Ilma von Murska

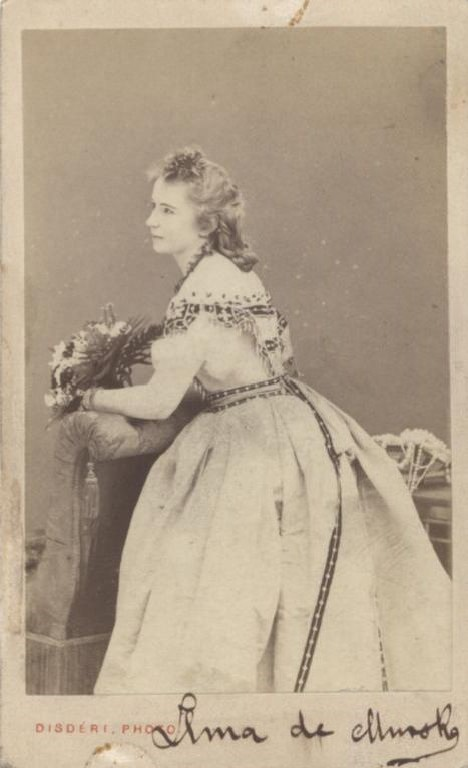
Ilma de Murska

Ilma de Murska, auch Ilma de Murska bzw. Ilma di Murska, geborene Ema Pukšec, verheiratete Ilma Eder (* 6. Februar 1834 in Agram oder in Ogulin; † 14. Januar 1889 in München) war eine kroatische Opernsängerin (Sopran) und Gesangspädagogin.

## Leben
Pukšec, Tochter eines Offiziers der Kaiserlich österreichischen Armee, begann im Alter von fünf Jahren mit dem Klavierspiel. Nachdem ihre Familie 1850 nach Zagreb gezogen war, begann sie zu singen und dachte über eine mögliche Opernkarriere nach. 1851 heiratete sie einen Soldaten mit Namen Josef Eder, mit dem sie zwei Kinder hatte (Alfons und Hermina). 1857 zog sie mit ihrer eigenen Familie nach Graz und 1860 weiter nach Wien, um am dortigen Konservatorium zu studieren. Für eine kurze Zeit studierte sie auch in Paris bei Mathilde Marchesi.
1862 begann ihre Opernkarriere, die über zwanzig Jahre andauern sollte. Ihr Debüt gab sie in diesem Jahr in Florenz (Italien) als Lady Harriet in Martha. Sie ging danach auf Europatournee mit Auftritten in Budapest (Ungarn), Spanien und Italien. Als Vertreterin des Berliner Theaters sang sie als Gast am 16. August 1864 im Troubadour von Giuseppe Verdi in Wien. Sie blieb schließlich bis zum 10. August 1873 in Wien, als sie die Ophelia in der allerersten Aufführung des Hamlet an der Wiener Hofoper sang.
Im Jahr 1865 gab Ilma de Murska ihr Debüt in London als Lucia di Lammermoor im Her Majesty’s Theatre im Londoner West End. In Wien wie auch in London war sie schon bald als „die kroatische Nachtigall“ bekannt. Nachdem sie Wien 1873 den Rücken gekehrt hatte, hatte sie Gastauftritte in Hamburg, Berlin und Paris. 1873 und 1874 führte sie eine Tournee durch die Vereinigten Staaten. Für eine kurze Zeit war sie ebenso als Lehrerin am Konservatorium in New York City tätig, bevor sie 1888 mittellos nach Europa zurückkehrte.